# Těchlovice, Hradec Králové
Těchlovice là một làng thuộc huyện Hradec Králové, vùng Královéhradecký, Cộng hòa Séc.